# یواس‌اس هیکوکس (دی‌دی-۶۷۳)
یواس‌اس هیکوکس (دی‌دی-۶۷۳) (به انگلیسی: USS Hickox (DD-673)) یک کشتی بود که طول آن ۳۷۶ فوت ۶ اینچ (۱۱۴٫۷۶ متر) بود. این کشتی در سال ۱۹۴۳ ساخته شد.